# Orgelbüchlein

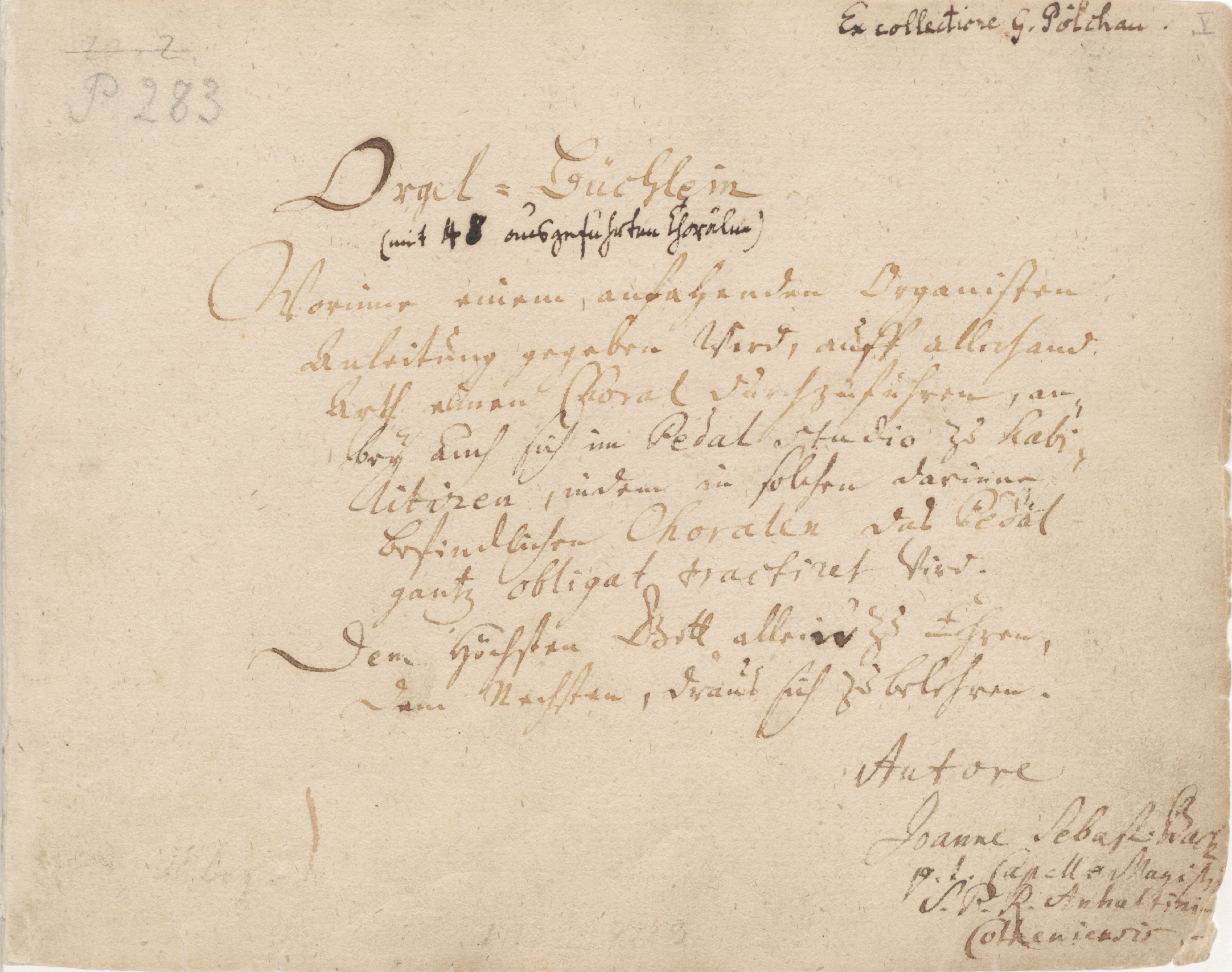
Il frontespizio manoscritto della raccolta.

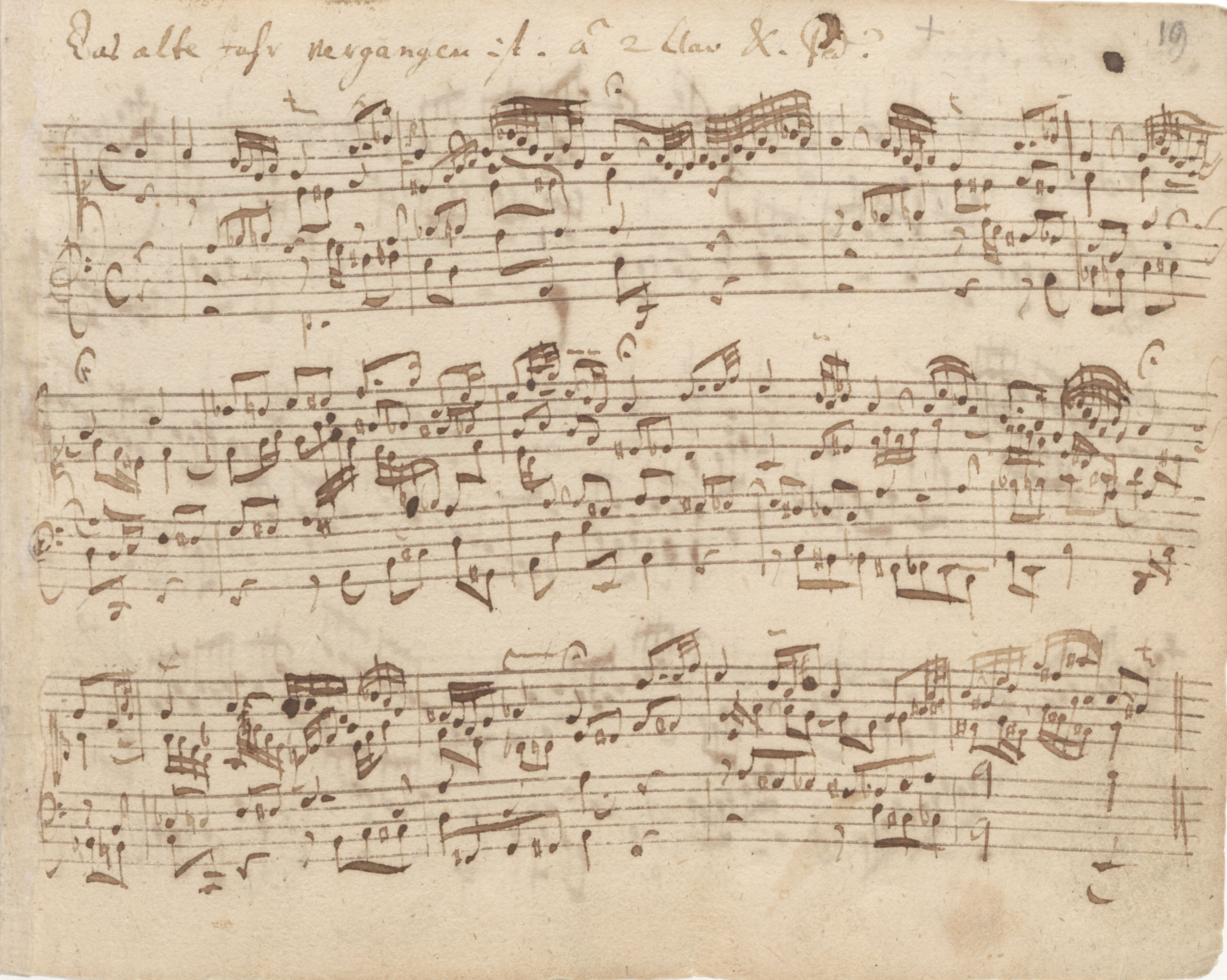
L'autografo del preludio corale BWV 614.

L'Orgelbüchlein (in tedesco: "piccolo libro d'organo") BWV 599-644 è una raccolta di 45 preludi corali per organo (uno dei quali presentato in due versioni) composti da Johann Sebastian Bach.

## Storia e struttura
Gran parte della collezione venne composta fra il 1708 e il 1717, periodo durante il quale Bach era organista presso la corte ducale di Weimar. Tre preludi corali, insieme a un breve frammento di due battute, vennero invece aggiunti più tardi, intorno al 1730, dopo il trasferimento di Bach a Lipsia.
La raccolta, come annunciato dal titolo, ha fini chiaramente didattici: «Piccolo libro d'organo. Dove si offre a un organista principiante il metodo per sviluppare in tutte le maniere un corale, in cui possa anche perfezionarsi nello studio del pedale, perché nei corali che qui si trovano il pedale è trattato in modo strettamente obbligato. All'Altissimo Iddio solo per onorarlo e al prossimo affinché si istruisca. Autore Johann Sebastian Bach, maestro di cappella di sua altezza serenissima il principe di Anhalt-Cöthen».
Le melodie dei preludi corali non sono mai di Bach, ma sono sempre tratte da canti liturgici tradizionali della chiesa luterana e si trovano solitamente al soprano. Nel caso di canoni, la melodia è presente anche nella voce del tenore (BWV 600, 608, 618, 619) o del basso (BWV 620, 629). In un caso soltanto (BWV 611) il canto si trova al contralto. I brani sono tutti scritti in contrappunto a quattro voci tranne i BWV 599 e 619, che sono scritti a cinque voci, e il BWV 639, che è scritto a tre.
Benché il progetto originario dell'Orgelbüchlein prevedesse 164 composizioni per tutto l'anno liturgico, Bach compose solo 46 pezzi (quattro per l'avvento, dieci per Natale, tre per capodanno, due per la candelora, sette per la quaresima, sei per Pasqua, tre per Pentecoste e una miscellanea di dieci pezzi su inni del catechismo e canti vari), lasciando incompleta la raccolta.
L'Orgelbüchlein è contenuto in un quaderno manoscritto in parte da Bach e in parte da altre mani, conservato presso la Biblioteca di Stato di Berlino. Quando si procurò il quaderno, formato da 92 pagine per 182 facciate, Bach evidentemente pensava che avrebbe riempito tutti i fogli, e, a questo scopo, scrisse i titoli anche per i preludi corali che, successivamente, poi non compose. La maggior parte delle pagine, pertanto, è bianca.

### Composizione del quaderno
Il quaderno è così composto:
Avvento
Nun komm, der Heiden Heiland BWV 599
Gott, durch deine Güte BWV 600
Herr Christ, der ein'ge Gottessohn BWV 601
Lob sei dem allmächtigen Gott BWV 602
Natale
Puer natus in Bethlehem BWV 603
Lob sei Gott in des Himmels Thron (non composto)
Gelobet seist du, Jesu Christ BWV 604
Der Tag, der ist so freudenreich BWV 605
Von Himmel hoch, da komm' ich her BWV 606
Vom Himmel kam der Engel Schar BWV 607
In dulci jubilo BWV 608
Lobt Gott, ihr Christen, allzugleich BWV 609
Jesu, meine Freude BWV 610
Christum wir sollen loben schon BWV 611
Wir Christenleut' BWV 612
Capodanno
Helft mir Gottes Güte preisen BWV 613
Das alte Jahr vergangen ist BWV 614
In dir ist Freude BWV 615
Candelora
Mit Fried und Freud ich fahr' dahin BWV 616
Herr Gott, nun schleuß den Himmel auf BWV 617
Quaresima
O Lamm Gottes, unschuldig BWV 618
Christe, du Lamm Gottes BWV 619
Christus, der uns selig macht BWV 620
Da Jesu an dem Kreuze stund BWV 621
O Mensch, bewein dein Sünde groß BWV 622
Wir danken dir, Herr Jesu Christ, dass du für uns gestorben bist BWV 623
Hilf Gott, das mir's gelinge BWV 624
O Jesu, wie ist dein Gestalt (non composto)
O Traurigkeit, o Herzeleid BWV Anh. 200 (frammento di due battute)
Allein nach dir, Herr, allein nach dir, Herr Jesu Christ, verlanget mich (non composto)
O wir armen Sünder (non composto)
Herzliebster Jesu, was hast du verbrochen (non composto)
Nun gibt mein Jesus gute Nacht (non composto)
Pasqua
Christ lag in Todesbanden BWV 625
Jesus Christus, unser Heiland, der den Tod überwand BWV 626
Christ ist erstanden BWV 627
Erstanden ist der heil'ge Christ BWV 628
Erschienen ist der herrliche Tag BWV 629
Heut' triumphieret Gottes Sohn BWV 630
Ascensione
Gen Himmel aufgefahren ist (non composto)
Nun freut euch, Gottes Kinder, all (non composto)
Pentecoste
Komm, Heiliger Geist, erfüll die Herzen deiner Gläubigen (non composto)
Komm, Heiliger Geist, Herre Gott (non composto)
Komm, Gott Schöpfer, Heiliger Geist BWV 631
Nun bitten wir den heil'gen Geist (non composto)
Des heil'gen Geistes reiche Gnad' (non composto)
O heil'ger Geist, du göttlich's Feuer (non composto)
O heiliger Geist, o heiliger Gott (non composto)
Herr Jesu Christ, dich zu uns wend BWV 632
Liebster Jesu, wir sind hier BWV 633
Liebster Jesu, wir sind hier BWV 634
Trinità
Gott der Vater wohn uns bei (non composto)
Allein Gott in der Höh' sei Ehr' (non composto)
Der du bist drei in Einigkeit (non composto)
Festa di San Giovanni Battista
Gelobet sei der Herr, der Gott Israel (non composto)
Visitazione
Meine Seele erhebt den Herren (non composto)
San Michele e tutti gli angeli
Herr Gott, dich loben alle wir (non composto)
Er stehn vor Gottes Throne (non composto)
Santi Simone e Giuda apostoli
Herr Gott, dich loben wir (non composto)
Festa della Riforma
O Herre Gott, dein göttlich Wort (non composto)
Dieci comandamenti
Dies sind die heil'gen zehn Gebot BWV 635
Mensch, willst du leben seliglich (non composto)
Herr Gott, erhalt uns für und für (non composto)
Credo
Wir glauben all' an einem Gott (non composto)
Padre nostro
Vater unser im Himmelreich BWV 636
Battesimo
Christ, unser Herr, zum Jordan kam (non composto)
Confessione
Auf tiefer Not schrei' ich zu dir (non composto)
Erbarm dich mein', o Herre Gott (non composto)
Jesu, der du meine Seele (non composto)
Allein zu dir, Herr Jesu Christ (non composto)
Ach Gott und Herr (non composto)
Herr Jesu Christ, du höchstes Gut (non composto)
Ach Herr, mich armen Sünder (non composto)
Wo soll ich fliehen hin (non composto)
Wir haben schwerlich (non composto)
Durch Adams Fall ist ganz verderbt BWV 637
Es ist das Heil uns kommen her BWV 638
Coena Domini
Jesus Christus, unser Heiland (non composto)
Gott sei gelobet und gebenedeiet (non composto)
Der Herr is mein getreuer Hirt (non composto)
Jetzt komm ich als ein armer Gast (non composto)
O Jesu, du edle Gabe (non composto)
Wir danken dir, Herr Jesu Christ, dass du das Lämmlein worden bist (non composto)
Ich weiß ein Blümlein hübsch und fein (non composto)
Nun freut euch, lieben Christen g'mein (non composto)
Nun lob, mein Seel', den Herren (non composto)
Vita e condotta cristiana
Wohl dem, der in Gottes Furcht steht (non composto)
Wo Gott zum Haus nicht gibt sein Gunst (non composto)
Was mein Gott will, das g'scheh allzeit (non composto)
Kommt her zu mir, spricht Gottes Sohn (non composto)
Ich ruf' zu dir, Herr Jesu Christ BWV 639
Weltlich Ehr' und zeitlich Gut (non composto)
Von Gott will ich nicht lassen (non composto)
Wer Gott vertraut (non composto)
Wie's Gott gefällt, so gefällt mir's auch (non composto)
O Gott, du frommer Gott (non composto)
In dich hab' ich gehoffet, Herr (non composto)
In dich hab' ich gehoffet, Herr BWV 640
Mag ich Unglück nicht widertstahn (non composto)
Wenn wir in höchsten Nöten sein BWV 641
An Wasserflüssen Babylon (non composto)
Warum betrübst du dich, mein Herz (non composto)
Frisch auf, mein Seel', verzage nicht (non composto)
Ach Gott, wie manches Herzeleid (non composto)
Ach Gott, erhör mein Seufzen und Wehklagen (non composto)
So wünsch' ich nun eine gute Nacht (non composto)
Ach lieben Christen, seid getrost (non composto)
Wenn dich Unglück tut greifen an (non composto)
Keinen hat Gott verlassen (non composto)
Gott ist mein Heil, mein Hülf' und Trost (non composto)
Wass Gott tut, das ist wohlgetan, kein einig Mensch ihn tadeln kann (non composto)
Was Gott tut, das ist wohlgetan, es bleibt gerecht sein Wille (non composto)
Wer nur den lieben Gott lässt walten BWV 642
Salmi
Ach Gott, vom Himmel sieh darein (non composto)
Es spricht der Unweisen Mund wohl (non composto)
Ein feste Burg ist unser Gott (non composto)
Es woll uns Gott genädig sein (non composto)
Wär' Gott nicht mit uns diese Zeit (non composto)
Wo Gott der Herr nicht bei uns hält (non composto)
Parola di Dio
Wie schön leuchtet der Morgernstern (non composto)
Wie nach einer Wasserquelle (non composto)
Erhalt uns, Herr, bei deinem Wort (non composto)
Lass mich dein sein und bleiben (non composto)
Gib Fried, o frommer, treuer Gott (non composto)
Du Friedefürst, Herr Jesu Christ (non composto)
O großer Gott von Macht (non composto)
Morte e sepoltura
Wenn mein Stündlein vorhanden ist (non composto)
Herr Jesu Christ, wahr Mensch und Gott (non composto)
Mitten wir im Leben sind (non composto)
Alle Menschen müssen sterben (non composto)
Alle Menschen müssen sterben BWV 643
Valet will ich dir geben (non composto)
Nun lasst uns den Leib begraben (non composto)
Christus, der ist mein Leben (non composto)
Herzlich lieb hab' ich dich, o Herr (non composto)
Auf meinen lieben Gott (non composto)
Herr Jesu Christ, ich weiß gar wohl (non composto)
Mach's mit mir, Gott, nach deiner Güt' (non composto)
Herr Jesu Christ, mein's Lebens Licht (non composto)
Mein Wallfahrt ich vollendet hab' (non composto)
Gott hat das Evangelium (non composto)
Ach Gott, tu dich erbarmen (non composto)
Preghiere del mattino
Gott des Himmels und der Erden (non composto)
Ich dank' dir, lieber Herre (non composto)
Aus meines Herzens Grunde (non composto)
Ich dank' dir schon (non composto)
Das walt' mein Gott (non composto)
Preghiere della sera
Christ, der du bist der helle Tag (non composto)
Christe, der du bist Tag und Licht (non composto)
Werde munter, mein Gemüte (non composto)
Nun ruhen alle Wälder (non composto)
Preghiere dopo i pasti
Dankt dem Herrn, denn er ist sehr freundlich (non composto)
Nun lasst uns Gott dem Herren (non composto)
Lobet dem Herren, denn er ist sehr freundlich (non composto)
Singen wir aus Herzensgrund (non composto)
Altri preludi corali
Gott Vater, der du deine Sonn' (non composto)
Jesus, meines Herzens Freud (non composto)
Ach, was soll ich Sünder machen (non composto)
Ach wie nichtig, ach wie flüchtig BWV 644
Ach, was ist doch unser Leben (non composto)
Allenthalben, wo ich gehe (non composto)
Hast du denn, Jesu, dein Angesicht gänzlich verborgen (non composto)
Sei gegrüßet, Jesu gütig (non composto)
Schmücke dich, o liebe Seele (non composto)